# Дајти
Дајти (алб. Mali i Dajtit) планина је и национални парк у централној Албанији, источно од главног града Тиране. Највиши врх је на 1.613 метара. Током зиме, планина је често прекривена снегом и представља популарно излетиште локалном становништву из Тиране у којој ретко пада снег. Падине планине прекривене су шумом борова, храста и букве, док унутрашњост садржи кањоне, водопаде, пећине, језера и древне дворце.
Планина Дајти је проглашена националним парком 1966. године и има проширену површину од око 29.384 хектара од 2006. године. У надлежности је Града Тиране, док је пре био под Шумарским оделом Тиране.
Национални парк се налази 26 километара источно од главног града и 50 километара источно од Аеродрома "Мајка Тереза" у Тирани. Осим планине, Дајти парк садржи планину Приску на југу и Брари на северу.
На планину се може доћи уским асфалтирани планинским путем. Некада је на планини био смештен летњи камп, на чијем се месту данас налазе ресторани и радио/ТВ предајник. Од јуна 2005. године, излетници и посетиоци планине могу да користе гондолу која води од источног предграђа Тиране на 1.050 метара надморске висине.
У последње време, трагови праисторијског насеља и утврђење из каснијих раздобља откривени су на том подручју.
Озбиљан проблем за околину на планини је смеће. То је делимично узроковано ресторанима и хотелима који остављају смеће. Други проблеми на планини јесу крчење шума, затим загађење вода и ваздуха узрокованог аутомобилима који пролазе планинским путевима.

## Галерија
- Поглед на Тирану и планину Дајти у позадини
- Врх планине
- Поглед са источне стране планине
- Планина Дајти зими